# Rockaway Park (Queens)

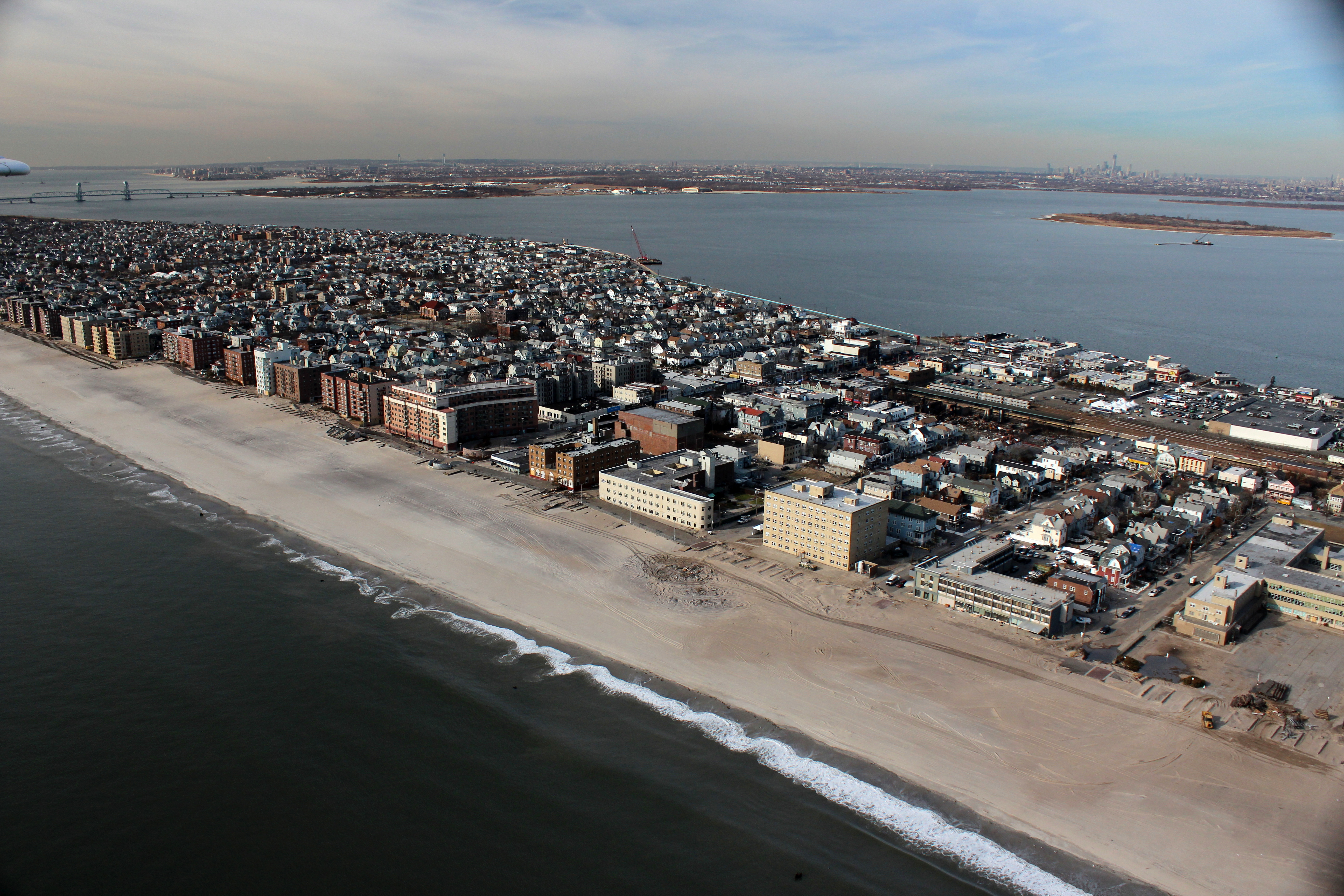
Ansicht von Rockaway Park (rechte Bildhälfte), vorn der Atlantik.

Rockaway Park ist ein Stadtviertel auf der Halbinsel Rockaway Peninsula im Stadtbezirk Queens in New York City, Vereinigte Staaten. Es wird überwiegend von Weißen mit zum großen Teil irischer Abstammung bewohnt.
Rockaway Park hatte im Jahr 2020 laut US-Census 12.083 Einwohner, ist Teil des Queens Community District 14, hat die Postleitzahl 11694 und gehört zum 100. Bezirk des New Yorker Polizeidepartements. Kommunalpolitisch wird Rockaway Park durch den 32. Bezirk des New York City Council (Queens County) vertreten.

## Beschreibung

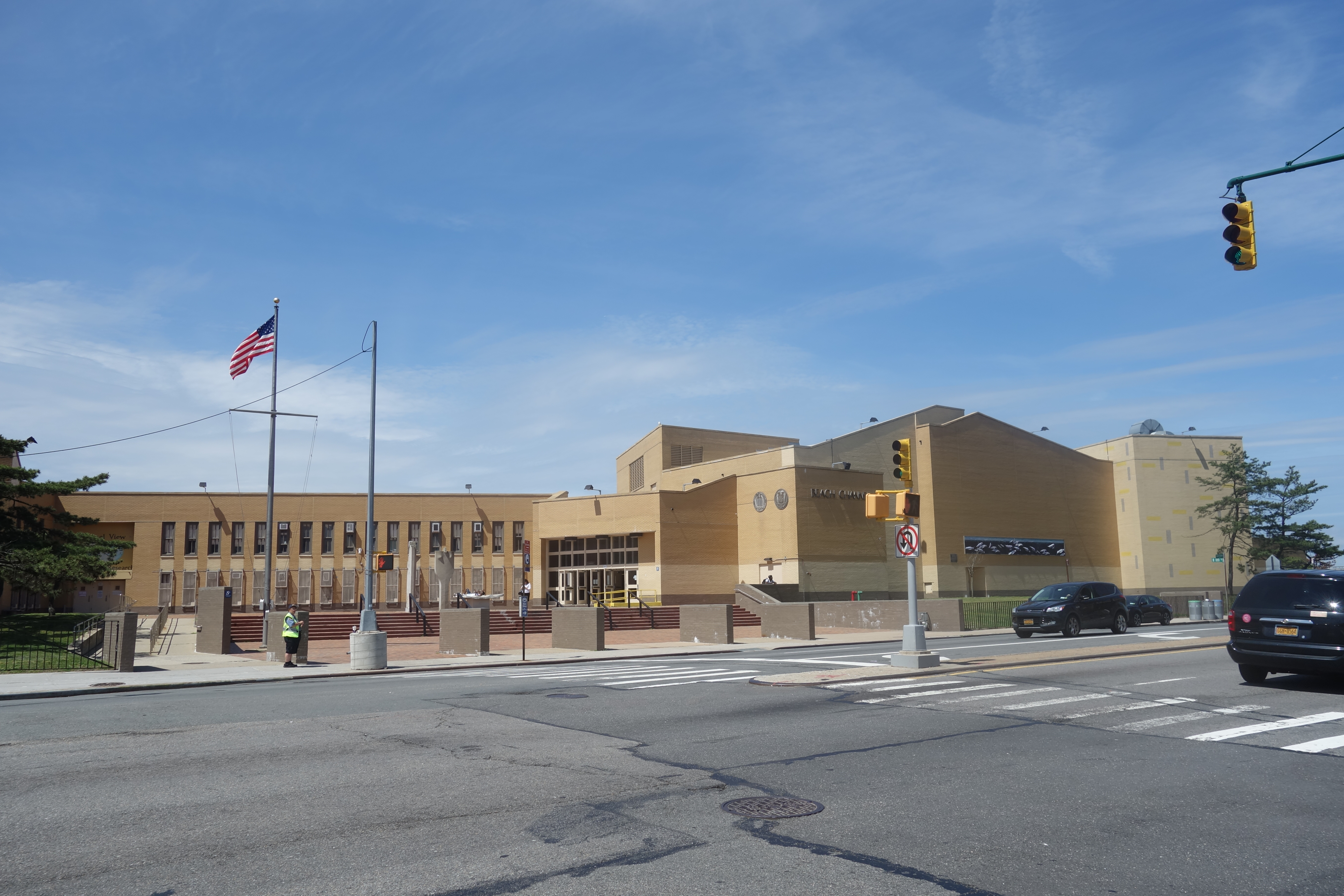
Schulkomplex Beach Channel Education Campus

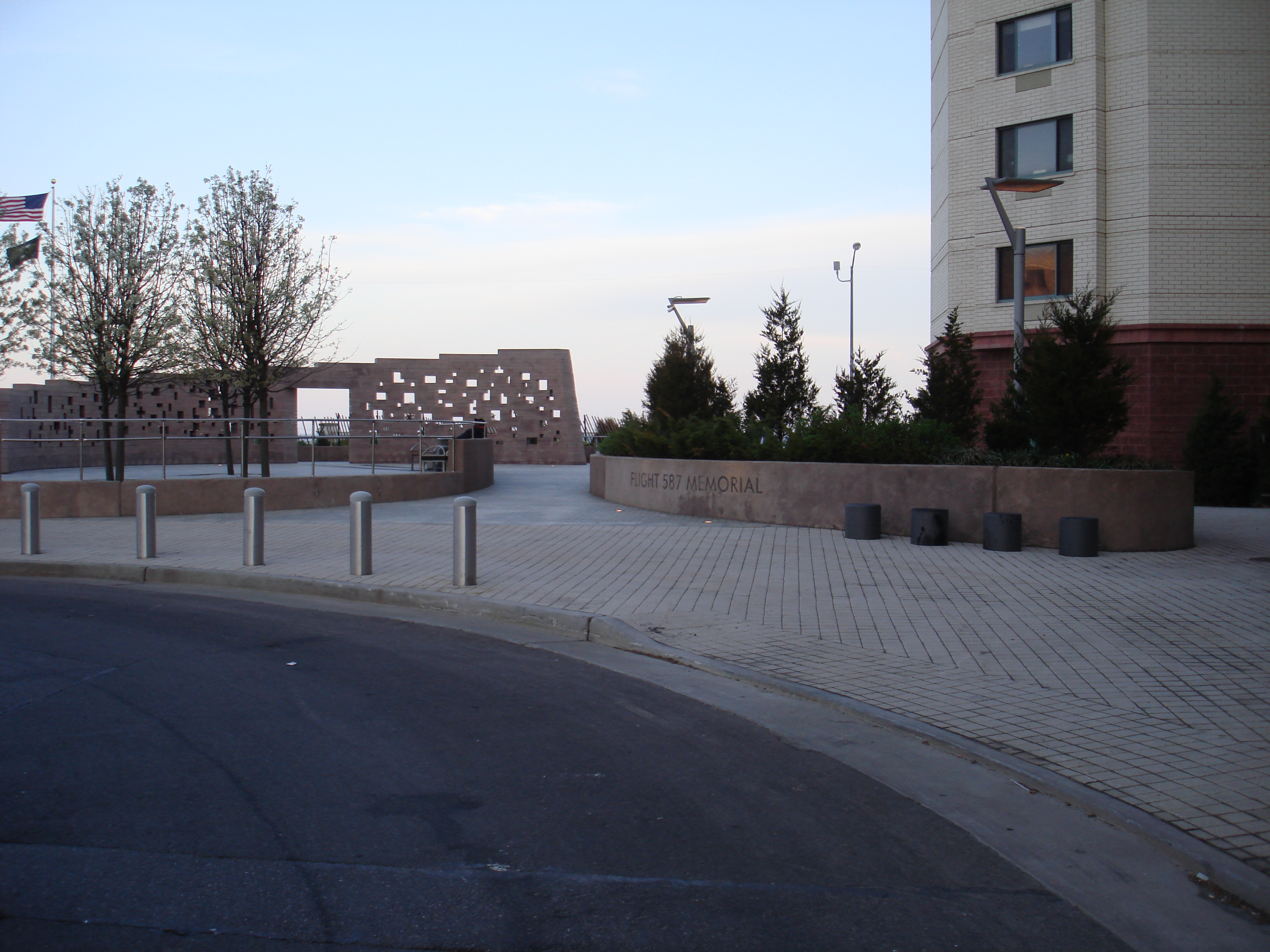
Denkmalanlage für die 265 Todesopfer des American-Airlines-Fluges 587.

Rockaway Park befindet sich im äußersten Süden von Queens auf der Halbinsel Rockaway, gelegen zwischen der Jamaica Bay im Norden und dem Atlantischen Ozean im Süden. Der Stadtteil erstreckt sich im Allgemeinen zwischen der Beach 98th Street und der Beach 126th Street und nimmt etwa 1,6 km² ein. Er grenzt im Osten an den Stadtteil Rockaway Beach und im Westen an Belle Harbor.
Die Gegend des heutigen Viertels bewohnten einst die indigenen Canarsee, die die Halbinsel „Reckouakie“ nannten, woraus sich später der Name Rockaway entwickelte. Ende des 19. Jahrhunderts entwickeltes es sich zu einem beliebten Badeort und beherbergte Vergnügungsparks, Hotels und Attraktionen. Im 20. Jahrhundert wurde es überwiegend von Arbeiterfamilien bewohnt.
Heute ist Rockaway Park ein Stadtviertel mit  Wohn- und Gewerbegebieten und bekannt für seine Architektur im viktorianischen Stil und die Seepromenade Rockaway Beach and Boardwalk mit seinen breiten Stränden. Strand und Meer sind hier ein Mekka für Surfer. Entlang der Beach 116th Street und dem Rockaway Beach Boulevard bietet Rockaway Park ein belebtes Geschäftsviertel mit einer Reihe von Geschäften, Restaurants und Bars.
Am südlichen Ende der Beach 116th Street an der Ocean Promenade am Atlantik befindet sich eine Denkmalanlage für die 265 Todesopfer des American-Airlines-Flug 587, die am 12. November 2001 bei einem Flugzeugabsturz im benachbarten Belle Harbor ums Leben kamen.
Der Stadtteil wurde Ende 2012 ebenso wie die benachbarten Viertel vom Hurrikan Sandy verwüstet. Der Wiederaufbau der Viertel und die Wiederherstellung des Strandes fand in zwei Phasen in den Jahren 2013 und 2014 mit einem Kostenaufwand von rund 47 Millionen US-Dollar statt.

## Tribute Park

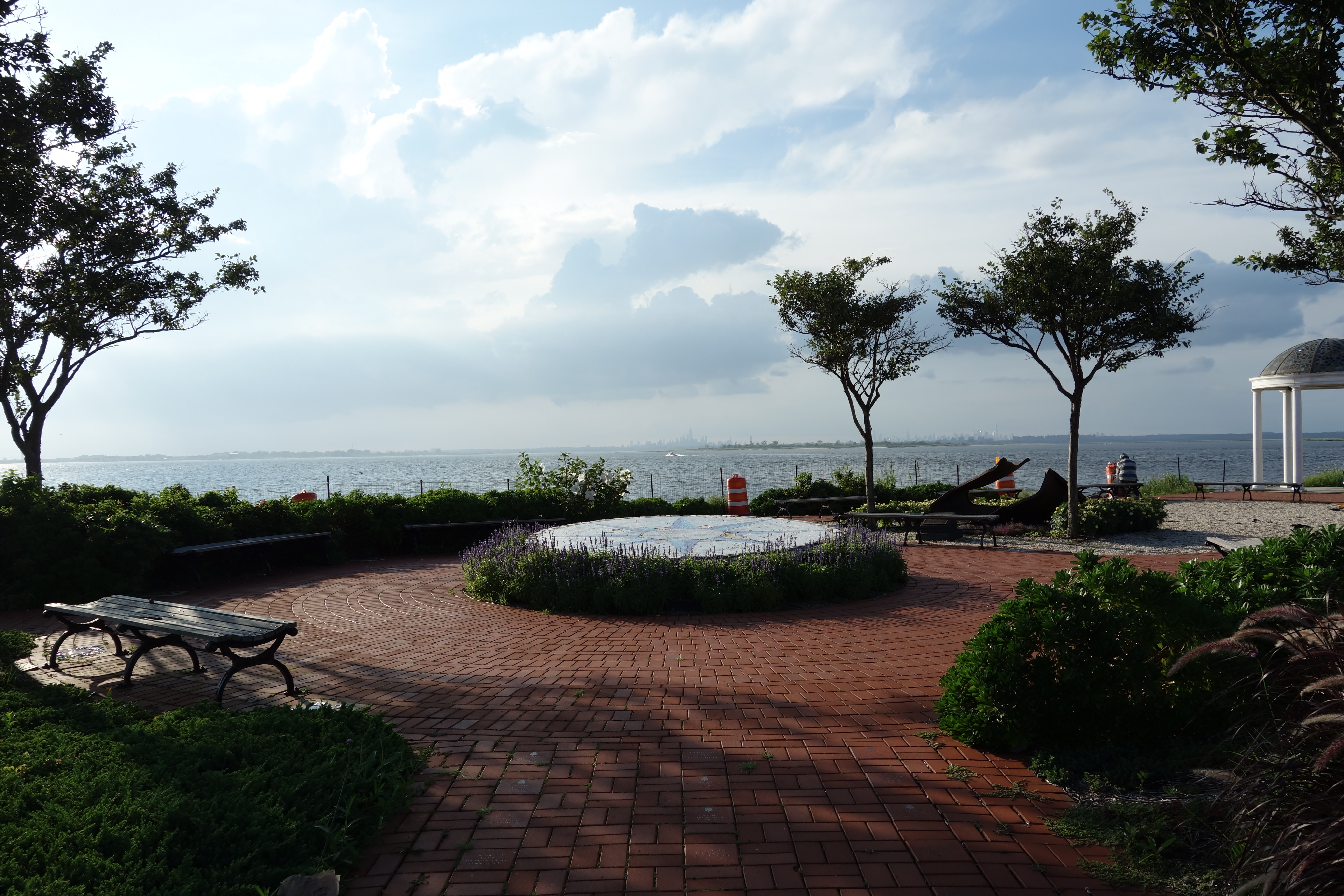
Tribute Park mit Windrose und Pavillon

Der Tribute Park ist eine kleine 1250 m² große Parkanlage an der Ecke Beach Channel Drive und Beach 116th Street an der Jamaica Bay. Er wurde zum Gedenken der 343 Feuerwehrleute von New York und 70 Einwohnern von Rockaway Park angelegt, die bei den Terroranschlägen am 11. September 2001 ums Leben kamen.
Zur Zeit der Terroranschläge war das Grundstück unbebaut und die Bewohner des Viertels hatten von hier einen direkten und ungehinderten Blick auf die Twin Towers und der Tragödie. Hier versammelten sich später Anwohner, um den Opfern zu gedenken. Die Rockaway Chamber of Commerce und das Tribute Park Committee ließen daraufhin an dieser Stelle den Park errichten, der am 6. November 2005 vom damaligen Bürgermeister der Stadt New York, Michael Bloomberg eröffnet wurde.
Gestaltet ist der Park mit einem Pavillon mit einem Buntglaskuppeldach des Künstlers Patrick Clark, einer mit Mosaiksteinen gestalteten großen Windrose und dem Gedenkstein „343“ aus Granit der Bildhauerin Isabella Slobdoov, auf dem eine Tafel mit den Namen der Feuerwehrleute angebracht ist. Im rot gepflasterten Teil des Parks sind einzelne Pflastersteine mit den Namen der getöteten Einwohner des Viertels versehen.

## Demografie
Laut Volkszählung von 2020 hatte Rockaway Park in den genannten Grenzen 12.083 Einwohner bei einer Einwohnerdichte von 7552 Einwohnern pro km². 2020 lebten hier 7243 (59,9 %) Weiße, 2382 (19,7 %) Hispanics, 1676 (13,9 %) Afroamerikaner, 320 (2,6 %) Asiaten, 134 (1,1 %) aus anderen Ethnien und 328 (2,7 %) aus zwei oder mehr Ethnien.

## Verkehr

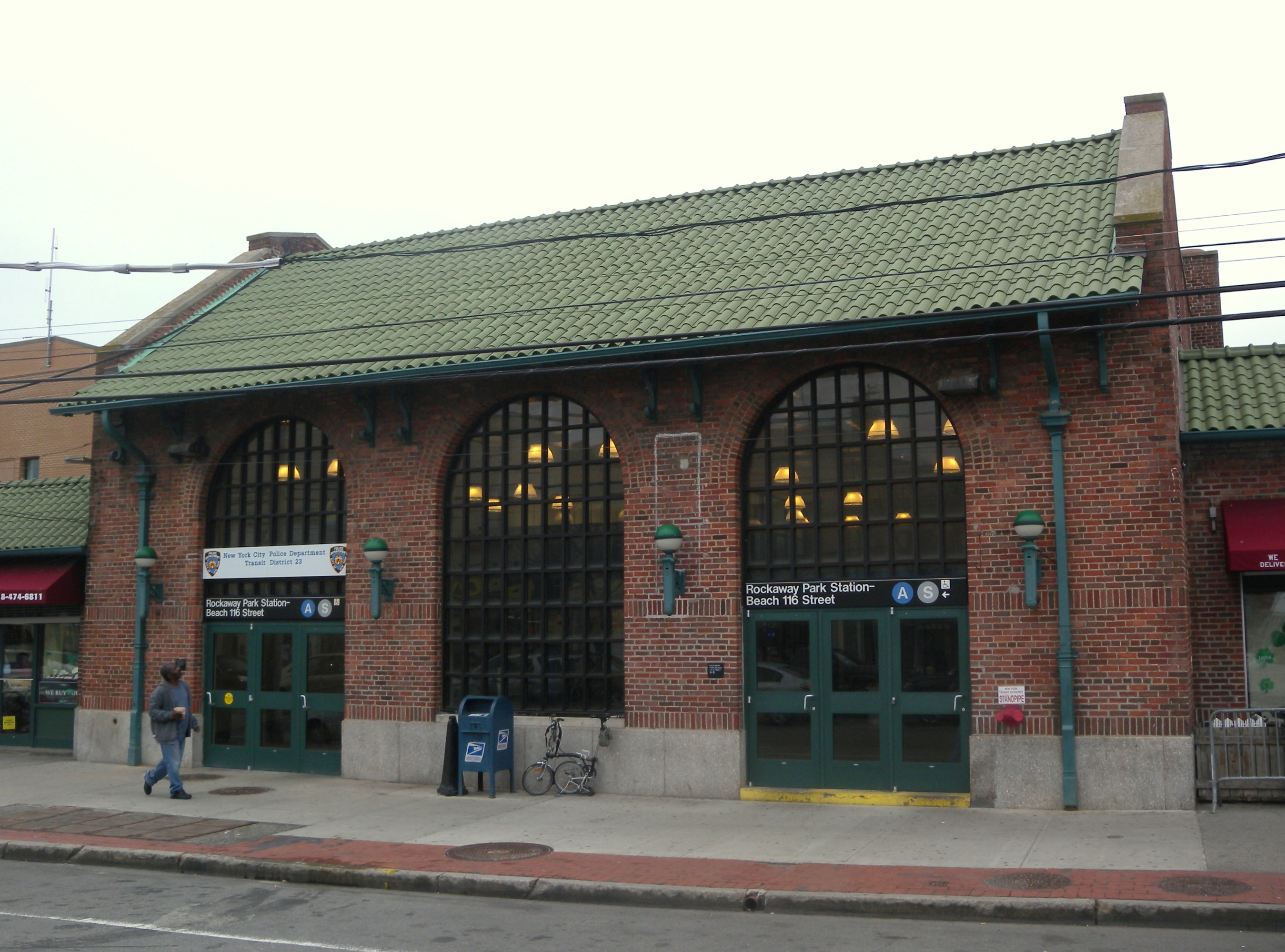
Stationsgebäude Beach 116th Street

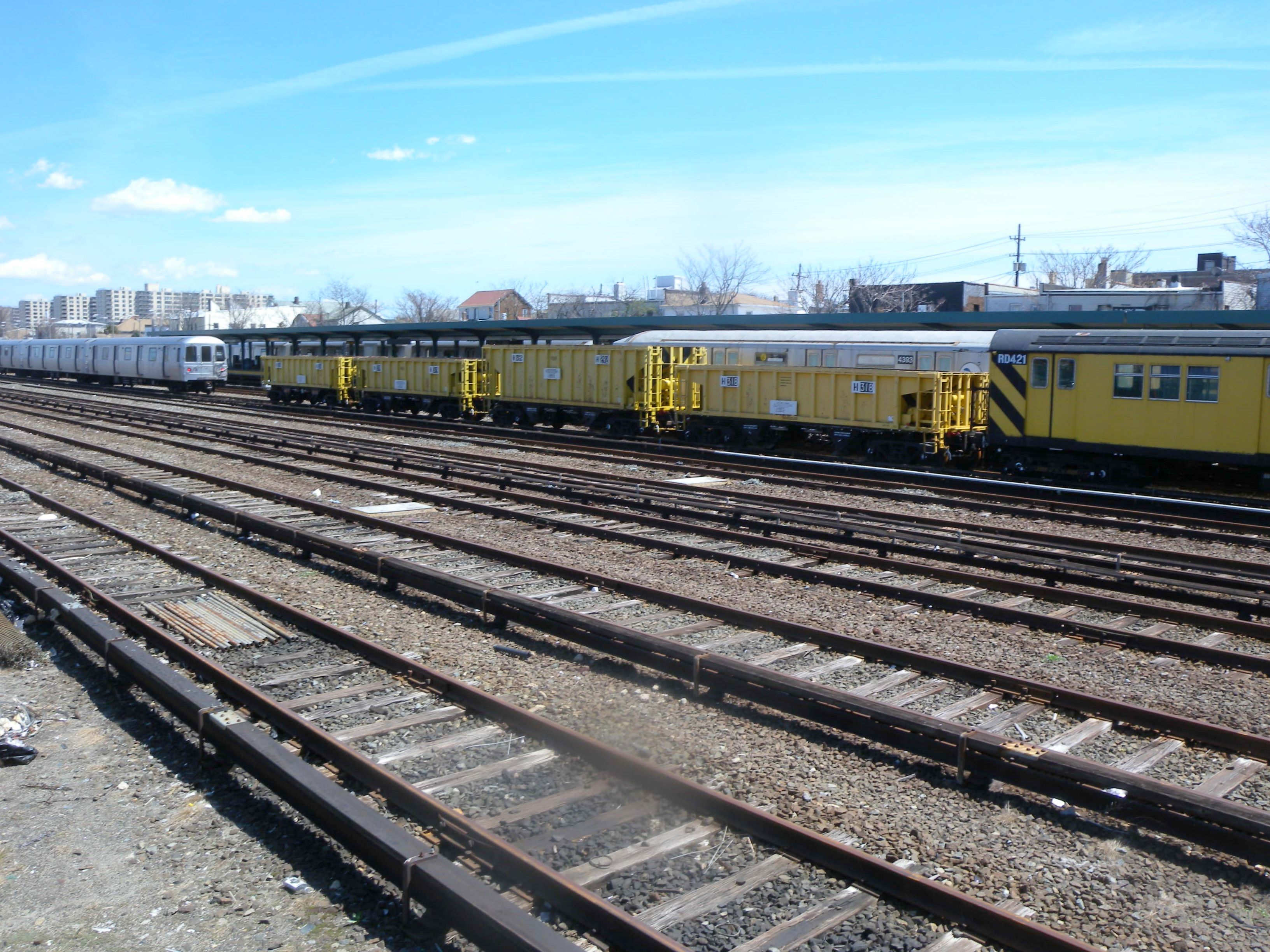
Bahngelände Rockaway Park Yard

- Rockaway Park hat mit den Linien  der IND Rockaway Line einen Anschluss an die New York City Subway.[8] Die Linien bedienen im Viertel die drei Stationen Beach 98th Street, Beach 105th Street und Beach 116th Street, die gleichzeitig Endstation der U-Bahn-Strecke ist.
- Die New York City Transit Authority betreibt in die fünf Buslinien Q21, Q22, Q35, Q53-SBS, QM16.
- Auf Höhe der Beach 95th Street im benachbarten Rockaway Beach beginnt der Cross Bay Boulevard, der über die Cross Bay Veterans Memorial Bridge nach Howard Beach in unmittelbare Nähe des Flughafens JFK Airport führt.
- Auf dem Wasserweg unterhält die NYC Ferry mit der Rockaway-Route eine Fährverbindung zwischen Lower Manhattan (Pier 11) und der Halbinsel Rockaway, der Fähranleger befindet sich in der Beach 108th Street an der Jamaica Bay.[9] Die NYC Ferry betreibt des Weiteren auf der Halbinsel die Buslinien RWS und RES als Zubringer zum Fährterminal.